# IC 2928
IC 2928 ist eine Spiralgalaxie vom Hubble-Typ Sbc im Sternbild Großer Bär am Nordsternhimmel. Sie ist schätzungsweise 360 Millionen Lichtjahre von der Milchstraße entfernt.
Das Objekt wurde am 29. Mai 1903 von Stéphane Javelle entdeckt.